# マルタン・マルジェラ

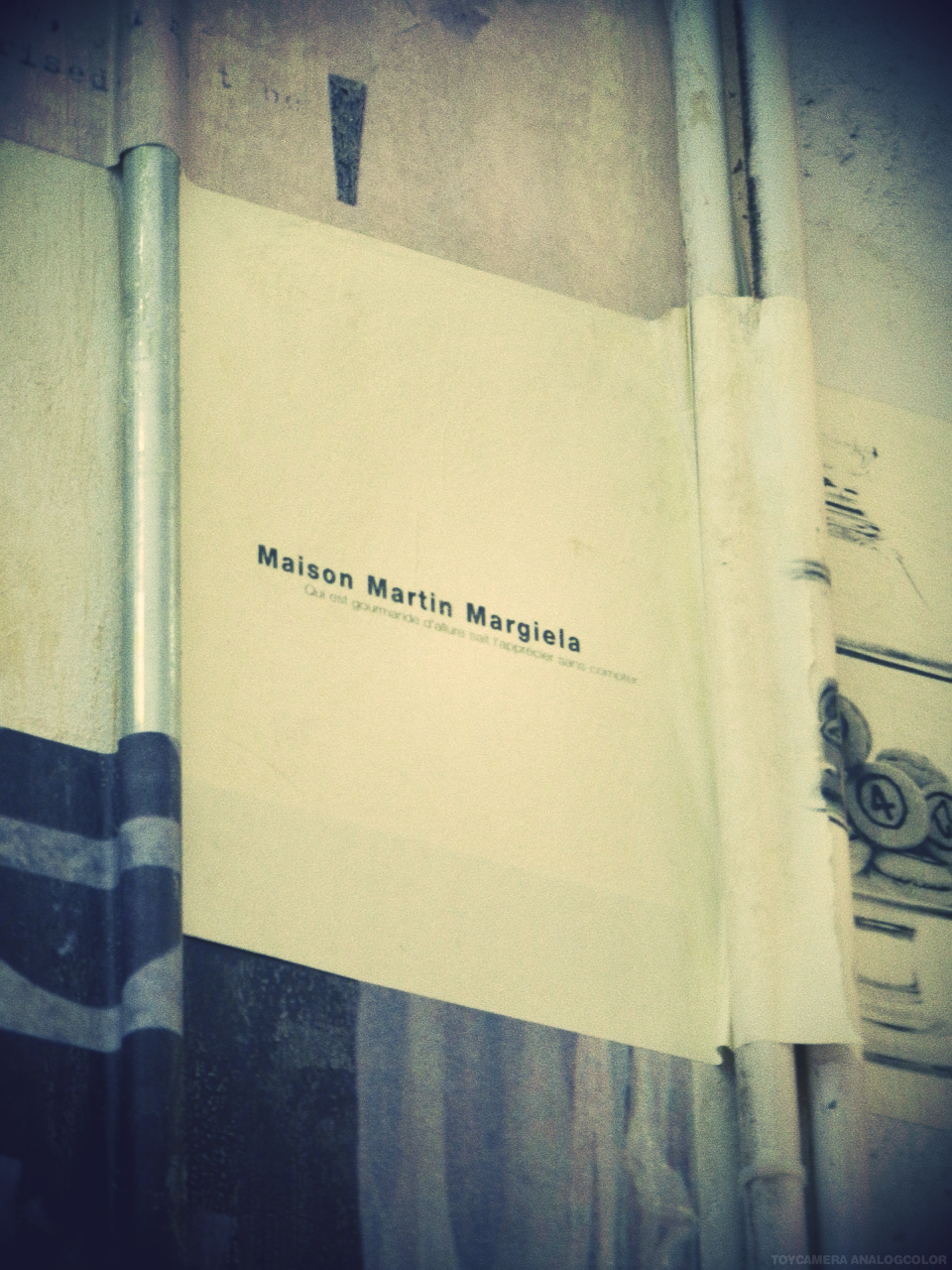
「メゾン・マルタン・マルジェラ」の実店舗（2011年・ニューヨーク）

“メゾン・マルタン・マルジェラ”（Maison Martin Margiela）は、ベルギー出身の同名のファッションデザイナー（1957年生）の制作による、1988年設立のフランス・パリ発のファッションブランド。婦人・紳士向けの既製服をはじめ、各種アクセサリーや香水などを展開している。
創立者にしてそのデザインを長年にわたり担ったマルタン・マルジェラは、デビュー当時こそコレクション等に顔を出していたこともあったようだが、しだいに公の場に姿を見せることはほとんどなくなっていき、その素顔を知る人物はファッション業界関係者でさえ極少数。雑誌のインタビューもFAXで質疑応答するなど、ミステリアスな存在として知られてきた。2008年に引退しており、このブランドとはもう関わっていない。
ジョン・ガリアーノのクリエイティブディレクター就任を経て、2015年よりブランド名を“メゾン・マルジェラ”(Maison Margiela)に変更している。
2024年12月11日にジョン・ガリアーノがメゾン・マルジェラを去ることが発表された。。

## 来歴
ファッションデザイナーのマルタン・マルジェラが自身のレーベル「メゾン・マルタン・マルジェラ」として1988年に設立、翌1989年のパリコレクション（春夏季・プレタポルテ）でデビューした。1997年にはセカンドラインのMM6が誕生した。2000年に初の店舗を日本の東京に開業、2002年にはベルギーのブリュッセルとフランスのパリにも開業した。2002年をもってオンリー・ザ・ブレイブ（ディーゼル）グループの傘下となり、それに伴い国際的な店舗展開が本格始動。パリ・シャイヨー宮のスイートルームの内装デザインを皮切りとしてファッションのみならずインテリア分野へも進出、2011年には全内装を手掛けたホテル「ラ・メゾン・シャンゼリゼ」がパリの最高級地区にあたる8区に新規開業。2014年には「クリスチャン・ディオール」の仕事などから知られるファッションデザイナーのジョン・ガリアーノをクリエイティブディレクターに迎えている。

## マルタン・マルジェラ
設立者にしてデザインを担当してきた男性マルタン・マルジェラ(Martin Margiela)は、1957年4月9日、ベルギーのヘンクに生まれた。1977年にアントワープ王立芸術学院へ入学、1979年に卒業。“アントワープの6人”と呼ばれるデザイナーらとはこの学校の同期にあたり、ゆえにこの6名、すなわちダーク・ビッケンバーグ、アン・ドゥムルメステール、ウォルター・ヴァン・ベイレンドンク、ドリス・ヴァン・ノッテン、ダーク・ヴァン・セーヌ、およびマリナ・イーらと並び称されることがある。この“アントワープの6人”の面々同様、自身も1980年代のパリコレクションで一世を風靡していた「コムデギャルソン」（川久保玲）の影響を受けることとなった。
1984年に観賞したジャン＝ポール・ゴルチエのショーに感銘を受けてゴルチエのアトリエに入ることとなる。以後ゴルチエのもとで1987年までデザインアシスタントとして働いた。1988年に自身のブランド「メゾン・マルタン・マルジェラ」を立ち上げ、パリコレクションでデビュー。1997年から2003年にかけてはファッションブランド「エルメス」（女性向けコレクション）のデザイナーも担った。
1997年に撮影された1枚を最後に写真が一切出てこないなど、その経歴を通してミステリアスな人物として知られていた。ブランド「マルタン・マルジェラ」を傘下に置くディーゼル代表者の言によれば、創立20周年にあたる2008年のコレクション以来ブランド「マルタン・マルジェラ」との関わりはなく、引退状態にある
。
2019年ドキュメンタリー映画「Martin Margiela: In His Own Words」(2021年日本公開「マルジェラが語る“マルタン・マルジェラ”」)に出演。
2021年現代美術ギャラリー「Zeno X Gallery（ゼノ・イクス・ギャラリー）」（アントワープ）に所属。

## コレクションライン
現在、マルジェラの服や小物には、通称「カレンダータグ」とも呼ばれる0～23までの数字が明記された白地の布が縫い付けられており、このタグからコレクションラインを読み取ることが可能となっている。この表記方法は、メンズラインがコレクションに加わった1999年頃から採用されている。レディースコレクションのみの時は現在のコレクション「1」同様に、何も書かれていない白い布が縫い付けられているだけであった。数字が表す一覧は下記の通り。
- 0 - 手仕事により、フォルムをつくり直した女性のための服
- 0 10 - 手仕事により、フォルムをつくり直した男性のための服
- 1 - 女性のためのコレクション（ラベルは無地で白）
- 4 - 女性のためのワードローブ
- 3 - フレグランスのコレクション
- 8 - アイウェアのコレクション
- 10 - 男性のためのコレクション
- 14 - 男性のためのワードローブ
- 11 - 女性と男性のためのアクセサリーコレクション
- 12 - ファインジュエリーのコレクション
- 13 - オブジェ、または出版物
- 22 - 女性と男性のための靴のコレクション
- MM6 - ♀のための服

デザインの方向性としては「反モード」を掲げており、なかでも軍服のリメイク品や中古ジーンズに白ペンキのペイント等の作品は「ポペリズム」（貧困者風）と呼ばれた。それまでの煌びやかで優雅な雰囲気を持つ「モード」とは対極のコレクションとして「デストロイコレクション」とも呼ばれ、以降マルジェラの代名詞ともなった。また過去には、畳むと四角になる服などのデザインでコム・デ・ギャルソンと合同でショーを行ったこともあった。
コレクションでは、モデルに頭からすっぽりと布を被せて顔を見えなくさせたり、また服ではなく服を印刷した看板を首から前後に掛けたり、コレクション中BGMを一切流さないなど、とにかく斬新なショーを展開し一躍脚光をあびた。しかしその注目度とは逆行する様に、メディアへの露出は極端に減っていった。
2021年、ジョン・ガリアーノによって、白い無地のラベルが男女共通を意味する「Co-Ed」と再定義された。さらにライン4と14は「アイコンズ」として新定義され、ジェンダーレスでタイムレスなワードローブとして進化する。 
・ライン0 「アーティザナル」コレクション 白い無地のラベル 「Co-Ed」コレクション 
・ライン1 ウィメンズのためのコレクション 
・ライン3 フレグランス・コレクション 
・ライン4 ウィメンズのための「アイコンズ」 
・ライン8 アイウェア・コレクション 
・ライン10 メンズのためのコレクション 
・ライン11 アクセサリーのコレクション 
・ライン14 メンズのための「アイコンズ」 
・ライン22 シューズのコレクション 
また番号のない「レプリカ」と「レチクラ」などがある。

## マルジェラからの影響
RAF SIMONS 1989年のマルタン・マルジェラのファッションショーに影響される。
Haider ackermann 退廃的なムードに影響される。

## 日本展開
初期から日本での売り上げは多く、進出当初からの大取引先にあたる仙台「リヴォルーション」との関係は有名。店舗によって、扱うコレクションラインは異なる。その他、セレクトショップでの扱いもある。
2000年9月、日本の東京・恵比寿に路面店「マルタン・マルジェラ・トウキョウ」を開業。これはこのブランド初の旗艦店でもあった。2011年には広島市内に中国地方初の直営店が開業。さらに九州地方初の直営店が大分市内に開業。翌2012年には中部地方初、日本国内11店目にあたる直営店舗が名古屋市内に開業している。